# Tollebeek
Tollebeek is een dorp in de gemeente Noordoostpolder, in de Nederlandse provincie Flevoland tussen Urk en Emmeloord, aan de N351, de N713 en de Urkervaart. Het dorp heeft 2.550 inwoners (1 januari 2023) en ligt in het diepst gelegen deel van de Noordoostpolder.

## Geografie
Aan de noord- en oostkant van het dorp ligt het Tollebekerbos, een industrieterrein en een volkstuinencomplex. Tollebeek kent een open buitengebied dat deels om Urk heen ligt. Naast de Urkervaart liggen onder meer de Nagelervaart, de Westermeertocht en de Steenbanktocht in het dorpsgebied van Tollebeek.
Sinds 1988 onderhoud de plaats een zogenaamde vriendschapsband met de Belgische plaats Tollembeek.

## Geschiedenis

### Ontstaansgeschiedenis
Tollebeek is het jongste dorp van de gemeente Noordoostpolder. De plaats werd in 1957 zo'n 7 kilometer ten zuiden van Emmeloord gebouwd bij het barakkenkamp Urkervaart, later ook wel Kamp Tollebeek. De barakkenkampen werden in de jaren 40 in de Noordoostpolder geplaatst door de Directie van de Wieringermeer voor het in cultuur brengen en de inrichting van de polder. 
Het stedenbouwkundige plan werd ontwikkeld door architect Thomas Nix uit Rotterdam, nadat de Directie van de Wieringermeer hem daarvoor opdracht gaf in 1951. Het dorp wordt daarom ook wel ''dorp van niks'' genoemd. In 1956 werd begonnen met de bouw van het dorp en ruim een jaar later werden de eerste woningen opgeleverd. Nix was bij het ontwerp van het dorp geïnspireerd door de polderboerderijen. Om die reden is er geen brink, zoals bij de meeste andere dorpen, maar koos Nix voor zogeheten groene erven waarbinnen de gebouwen werd geplaatst.
De architectuur van de eerste serie woningen en gebouwen van Tollebeek hebben minder kenmerken van de Delftse School dan de andere dorpen in de polder, maar bevatten daarnaast  modernistische kenmerken.

### Herkomst van de plaatsnaam

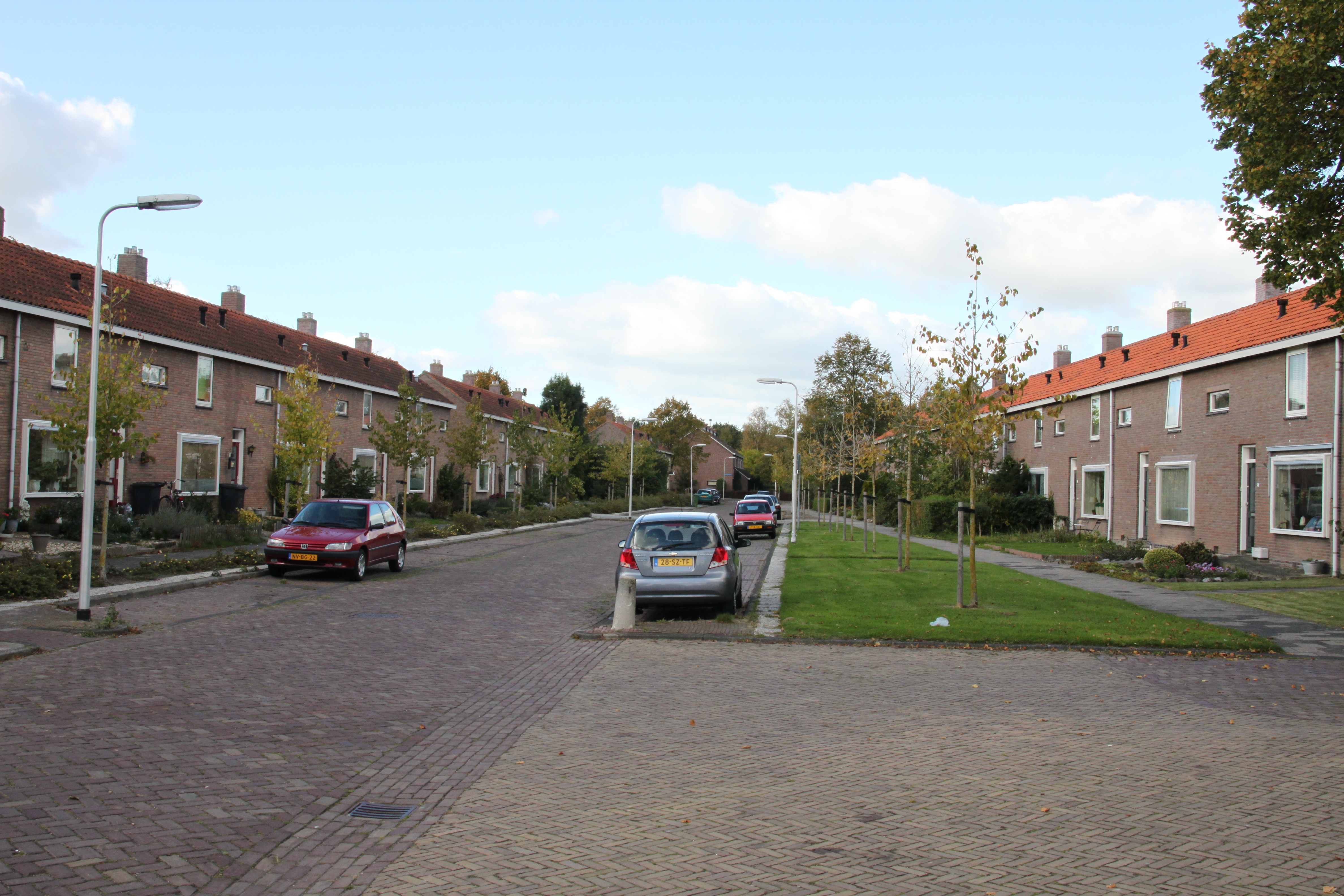
Een straat in Tollebeek

Tollebeek is genoemd naar Tollebeke, een bezit van de heren van Kuinre, waarvan de ligging onbekend is. De naam wordt voor het eerst genoemd in 1364. Voor de interpretatie levert het tweede deel geen probleem op, met tolle ligt het iets moeilijker. Er valt te denken aan een plaats waar een tol geheven werd; de Zeeuwse plaats Tholen komt zo aan zijn naam. Tol kan evenwel ook 'tak' betekenen. Voor de naam van de Belgische plaats Tollembeek, bij Brussel, is dan ook een betekenis 'takke- of hakhoutbeek' gesuggereerd, maar dit wordt niet meer waarschijnlijk geacht. Een andere mogelijkheid is dat het verwijst naar 'tollen', als in ronddraaien. Een verwijzing naar de persoonsnaam Tolo wordt niet uitgesloten.
Het landgoed Tollebeke zou een woest gebied zijn geweest die bedoeld was voor de jacht. Om die reden zijn er meerdere straten en kunstwerken in het dorp vernoemd naar de jacht, zoals de straatnamen Patrijzenstraat en Fazantendrift. De Dianalaan verwijst naar de Romeinse godin van de jacht. De Sint-Hubertusplaats is vernoemd naar de beschermheilige van de jacht, Hubertus van Luik. En de Nimrodstraat is vernoemd naar de Bijbelse figuur Nimrod, een jager.

### Grenscorrecties, verkleining van het grondgebied van Tollebeek

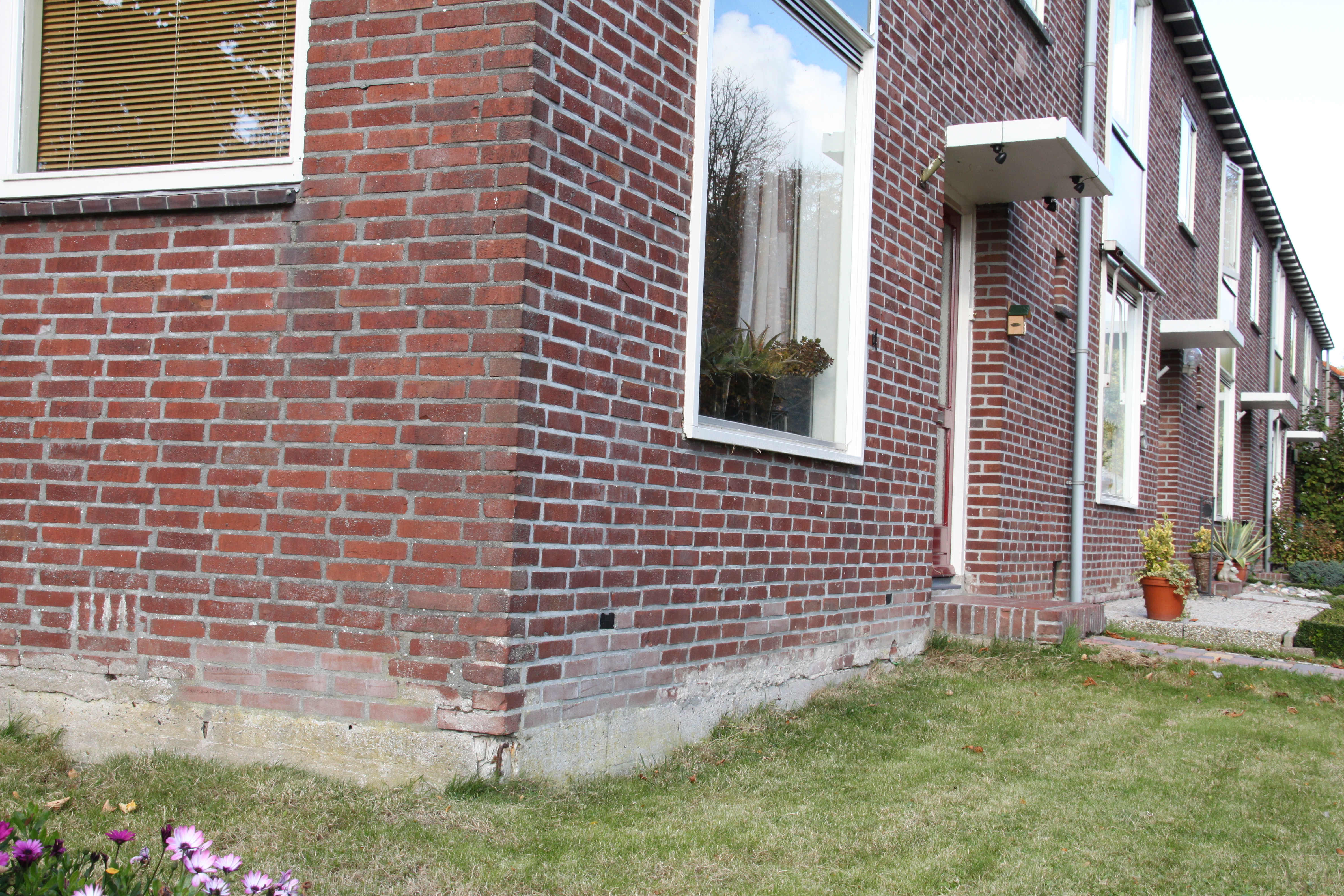
In de loop van de jaren is de grond ingeklonken. Vanwege hun palenfundering zakten de huizen niet mee, waardoor deze uit lijken te steken

Sinds de begin jaren 60 van de twintigste eeuw, dus vlak na de start van de bouw van het dorp Tollebeek probeerde de gemeente Urk diens gemeentelijke grond te vergroten om aan de vraag van de groei van de plaats Urk te voldoen. Gezien het buitengebied van het dorpsgebied van Tollebeek meer dan half Urk omcirkelde zou de nieuwe grond voor Urk van het Tollebeekse grondgebied moeten komen. In 1961 sprak de gemeente Urk een harde wens ervoor uit.
In de jaren 80 en 90 speelde de kwestie opnieuw en kwam het tot een eerste grenscorrectie. Per 1 januari 1992 verkreeg de gemeente Urk 100 hectare van de gemeente Noordoostpolder. Er was 250 hectare gevraagd. Ondanks dat er een akkoord was wilde de gemeente Urk eigenlijk meer, omdat de aangeboden grond niet voldoende bebouwd zou kunnen worden. Uiteindelijk werd op dat zuidelijke deel in de jaren daarna het bestaande industrieterrein van Urk uitgebreid, op het voormalige grondgebied van Tollebeek.
Het zou niet bij die ene grenscorrectie blijven. Vanaf 1998 tot 2010 groeide Tollebeek met de bouw van de uitbreidingswijk aan de westkant van het dorp. In dezelfde periode (en daarna) breidde ook Urk naar het oosten uit, met nieuwe grenscorrecties tot gevolg. Een opvallend detail daarbij was dat de uitbreiding van Tollebeek vooral bewoners van Urk aantrok. Het zorgde onder de bewoners van Tollebeek voor wat onrust, vooral met het idee dat het dorp te veel sociaal een tweede Urk zou worden. Per 1 januari 2019 werd opnieuw een stuk van het grondgebied van Tollebeek aan de gemeente Urk gegeven, voor een kleine 3 miljoen euro, Ditmaal een klein noordelijk stukje voor natuurontwikkeling en een zuidelijk stuk, bij de Zuidermeerdijk voor de toekomstige bouw van de haven Flevoport.
Veel jonge Urkers trekken naar het dorp, vanwege de lagere huizenprijzen. Een en ander heeft een (lichte) identiteitsverandering tot gevolg. Zo ging bij de Tweede Kamerverkiezingen van 2017 24% van de stemmen naar de SGP, hoger dan in enig ander dorp in de Noordoostpolder. Het CDA en ChristenUnie kregen respectievelijk 22 en 9% van het stemmenaantal.

### Geschiedkundige gebeurtenissen en ontwikkelingen

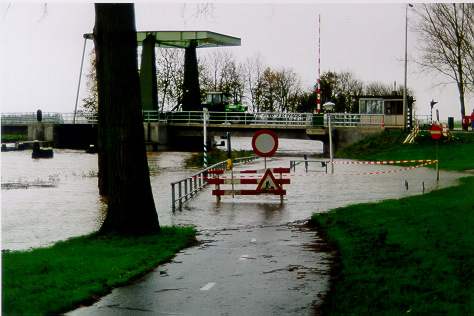
Wateroverlast in 1998 bij de Tollebekerbrug

In 1982 verkreeg het dorp een eigen dorpsvlag. De vlag van Tollebeek werd ter ere van het 25-jarig bestaan van het dorp ontworpen. In het ontwerp staat de jacht centraal via het hert dat prominent op de vlag staat. Op 30 april 1994 bezocht de koninklijke familie Emmeloord en Urk. Er was gepleit om een tussenstop in Tollebeek te maken, omdat de koninklijk bus door het dorp zou rijden. Het bezoek ging echter op het laatste moment niet door. Een paar jaar later zou Koningin Beatrix wel Tollebeek bezoeken, tijdens de watersnoodramp. Veel dorpsbewoners waren ondanks de omstandigheden blij verrast en zagen het bezoek van Beatrix als compensatie voor de Koninginnedag van 1994.
In de nacht van 27 op 28 oktober 1998 viel er tussen 70 en 90 millimeter aan regen in de Noordoostpolder, tijdens een extreme regenbui. Dit nadat het al dagen achterelkaar had geregend. Het zorgde voor verzadigde gronden en hoge waterstand in de vaarten. Doordat Tollebeek het laagste gelegen punt is stroomde het water richting Tollebeek. Omdat de gemalen de nieuwe vele regen niet konden verwerken overstroomde de watergangen en de Urkervaart. Het zorgde dat vele akkers onderwater liepen en de kelders van huizen in het dorp zelf liepen onder. Ook diverse straten werden onbegaanbaar. Een van de boeren moest zijn schapen uit het Tollebekerbos redden om te voorkomen dat ze verdronken. Het gebied in en rondom Tollebeek werd uitgeroepen tot rampgebied, ook elders in Nederland was er wateroverlast door de hevige regenval. Koningin Beatrix en minister-president Wim Kok kwamen onafhankelijk van elkaar naar Tollebeek om persoonlijk de schade op te nemen. Na de ramp werden diverse aanpassing gedaan aan het watersysteem in Tollebeek, zie verder onder het kopje; Gemalen en monumenten.
De loswal van Tollebeek uit 1952 deed in de eerste jaren dienst als de plek waar boeren hun landbouwproducten overzette op de klaarliggende schepen. Met name suikerbieten werden in die periode op deze manier op grote schaal vervoerd. Door de toename van onder meer het vrachtverkeer verdween langzaam die functie. In 1997 was het gebied van de loswal een officieel wandelgebied geworden, op de loswal werd een open gebouwtje neergezet zodat men overdekt uitzicht heeft. Het werd al snel het Tempeltje van Tollebeek genoemd en heeft een hert als windwijzer. In 1999 werd de loswal opgeknapt zodat de recreatievaart er veiliger en ook beter kon aanmeren en er werd ook besloten dat het pad als onderdeel van de wandelroute Rondje Tollebeek verhard moest worden waarmee er een promenade ontstond. Het pad werd aangelegd door vrijwilligers en officieel geopend als de 'Walk of Fame' door de Belgische komiek Urbanus, die dan woonachtig was in de Belgische plaats Tollembeek. Urbanus vereeuwigde ook zijn voet- en handafdruk in een betonnen steen die in het pad was verwerkt. In 2006 werd het pad hernoemd tot het Kanjerpad.
Aan de rand van Tollebeek staat een oude barak uit de tijd dat de Noordoostpolder opgebouwd werd. Deze barak waarvan de Tollebekers denken dat deze behoorde tot kamp Tollebeek, is ooit een barak uit een werkkamp geweest, uit een van de vele kampen van waaruit pioniers de polder opbouwden. Waarschijnlijk ging het hier om een woonbarak. Rijkswaterstaat heeft deze barak geschonken aan de Tollebeker bevolking als kleedgebouw voor de voetbal en ijsclub gebouw. Later heeft de voetbalclub een voormalig clubgebouw vanuit Bant gekregen, omdat daar de zaterdag- en zondagclubs fuseerden. Deze barak is de enig overgebleven barak in de Noordoostpolder. Met subsidie is deze barak aan de buitenkant gerenoveerd. Rondom de barak is informatie te vinden over het leven in het kamp.
De gebouwen van het barakkenkamp zijn nog korte tijd gebruikt door gezinnen die in het dorp zouden komen wonen, de kantine van het kamp deed nog tot 1962 dienst als kerkzaal en in een van de barakken was ook een lagere school gevestigd. 
In 2020 verkreeg het 300 meter lange pad dat de Wildzang, vanaf de Pioneersbarak, verbindt met het Tollebekerbos een eigen naam. Het pad verkreeg de naam Pioneerslaantje, een verwijzing naar het Kamp Urkervaart dat er in buurt had gelegen waar de polderpioniers woonde en werd officieel onthuld op 12 oktober 2020.

## Gemalen en monumenten

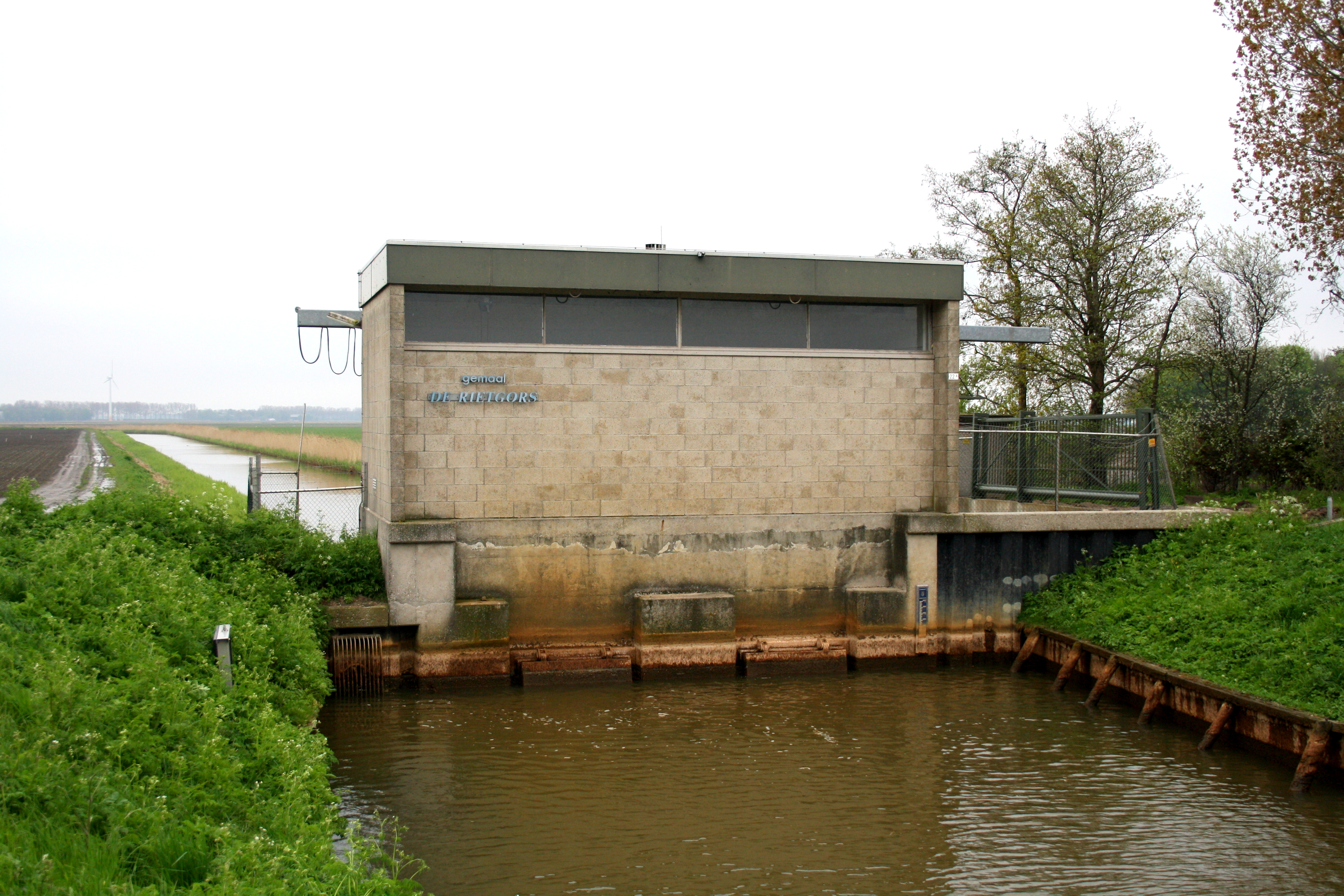
Gemaal De Rietgors

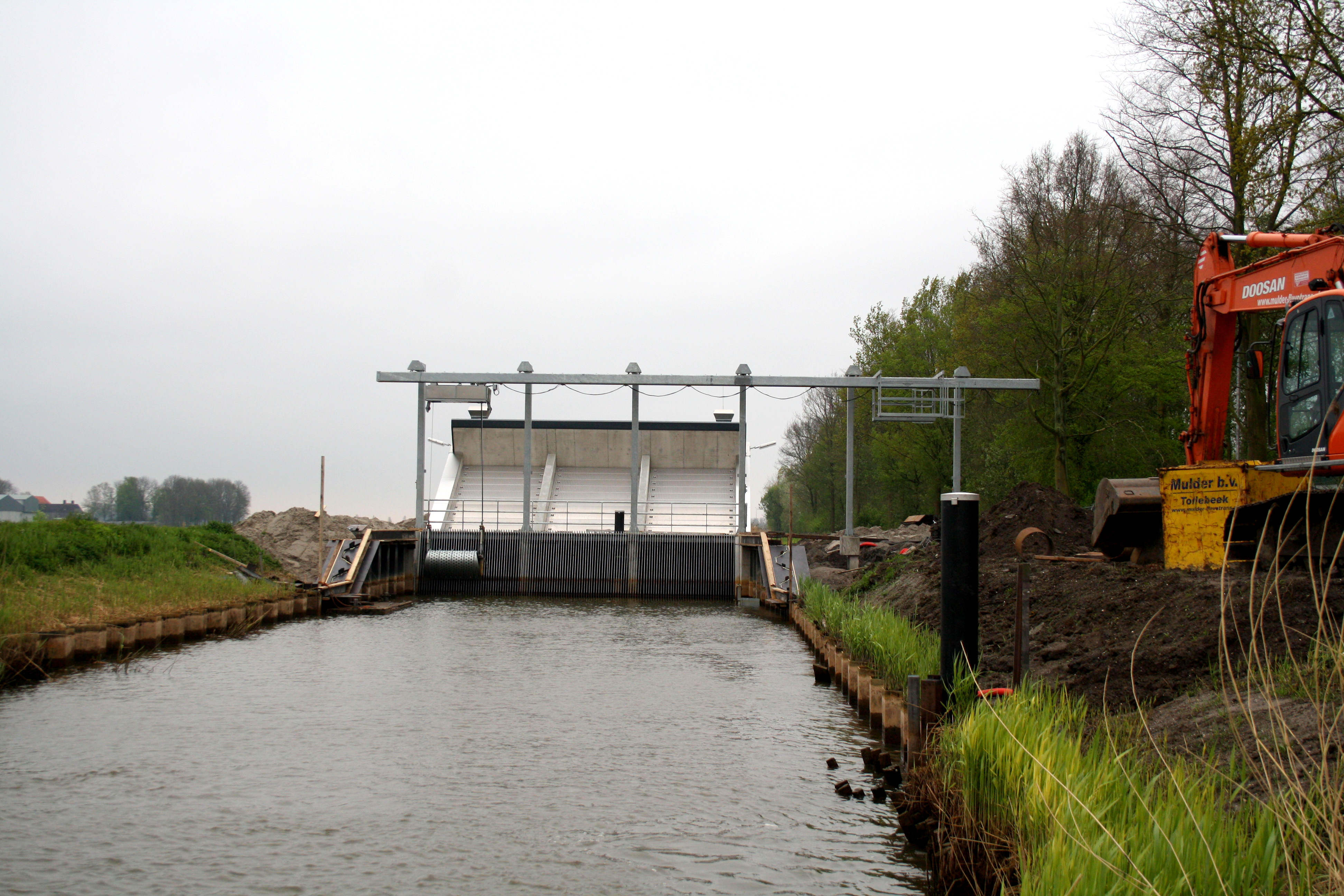
Gemaal De IJsvogel in aanbouw in 2012

Tollebeek kent een aantal gemeentelijke monumenten, het gaat daarbij onder meer om polderboerderijen en een van de gemalen die Tollebeek rijk is. Het grondgebied van Tollebeek is het laagste deel van Noordoostpolder, gemiddeld zo'n 4 en halve meter onder zeeniveau.
Ook na de drooglegging van de Noordoostpolder in de beginjaren van de jaren 40 van de twintigste eeuw bleven delen van Tollebeek drassig. Om het echt droog te krijgen en vooral te houden, moesten er extra gemalen worden geplaatst die het water verdelen en afvoeren. Dat gebeurt via zogeheten ondergemalen. Het overtollige water moet daarbij weggepompt worden naar de hoger gelegen Urkervaart. Het polderpeil van de Noordoostpolder was berekend op ten minste 1,40 meter beneden het maaiveld. De hoofdgemalen Smeenge en Vissering zorgen hiervoor. Bij Tollebeek moest er een eigen bemalingssysteem komen om het water richting dat niveau te krijgen. Diverse gemalen zorgen ervoor dat het waterpeil een halve meter onder dat niveau komt te liggen.
Tot 2012 had Tollebeek vijf ondergemalen die het streefpeil handhaafden van 6,20 meter onder N.A.P.. Deze ondergemalen hadden tot oktober 1990 slechts nummers om ze te herkennen. Via een prijsvraag verkregen ze uiteindelijk eigen namen, dit werden; De Rietgors, De Fuut, De Kievit en Piet Oberman. Het vijfde ondergemaal werd in 1993 gebouwd en verkreeg de naam Steven Rippen met zich mee. In 1998 liepen delen van Tollebeek onderwater nadat er tussen 70 en 90 millimeter regen viel in de nacht van 27 en 28 oktober in de Noordoostpolder.
Het werd toen duidelijk dat Tollebeek te kwetsbaar was en de gemalen het water onvoldoende op tijd konden verwerken bij zeer zware stortbuien of langdurigere harde regen. Het waterschap Zuiderzeeland werkte aan diverse oplossing om dat op te lossen. Zo werden er voor een betere verdeling van het water, direct na de ramp meerdere stuwen geplaatst in het gebied. In 2009 werd besloten dat nieuwe vijzelgemaal moest komen, deze zou de gemalen De Fuut en De Rietgors vervangen met een veel groter capaciteit. De bouw van gemaal De IJsvogel startte in 2011 en werd op 13 juni 2012 in gebruik genomen. Daarnaast werd in 2010 ook een nieuwe watergang, een tocht gegraven tussen de Steenbanktocht en de Vormtocht om het water beter te kunnen verdelen en af te voeren.

## Kerken
Het dorp kent een tweetal kerken, anders dan de meeste andere dorpen in de Noordoostpolder werd besloten geen drie kerken te bouwen. Dit had te maken dat het aantal protestantse kerkgangers om aparte hervormde en gereformeerde kerken te laten bouwen te laag was, ook de kosten voor twee kerken lagen daardoor te hoog. Er werd besloten een gezamenlijk kerkgebouw te bouwen. De protestantse kerk werd ontworpen door architect Kees Elffers, deze maakte gebruik van moderne bouwtechnieken en stijlen.
De kerk werd in de brutalistisch functionalistse stijl gebouwd in 1961, wat inhoudt dat de gebruikte materialen en functies ervan zichtbaar zijn. De buitenkant kent wel bakstenen gevels, maar de binnenmuren zijn van beton en zijn wel zichtbaar in de kerk zelf. Het is in oppervlakte een breed opgezette kerk, met een plat dak en afgewisseld met rondingen en hoeken, en wordt daarom een kerkcentrum genoemd. De decoratie in de kerk werd gedaan door Dick Elffers, de broer van architect van het kerkcentrum. De kerktoren van de kerk staat opengewerkt aan de voorkant van de kerk. Het is vierkante toren die gebouwd is van staal en om en om witte vierkanten kent. Een opvallend onderdeel van de kerk is verder de gymzaal die er vanaf het begin erin zit.
De Rooms-katholieke kerk werd gebouw van 1960 tot 1962. De katholieke kerkgenootschap was al enige tijd actief daarvoor, ze hadden twee noodkerken die beide in de barakken van de Kamp Urkervaart waren gevestigd. De eerste was slechts een kleine ruimte van acht bij zes meter die in 1956 in gebruik werd genomen. In april 1957 werd een grotere ruimte, in de kantine in gebruik genomen. Deze deed dienst tot de bouw van de nieuwe kerk in 1962 klaar was.
De nieuwe kerk werd op 10 juli 1962 ingewijd en kreeg de naam Sint Hubertuskerk met zich mee. De kerk is zo vernoemd naar de beschermheilige van de jacht en voormalige bisschop Hubertus van Luik. Deze heilige leefde van 655 tot 727. De Sint Hubertuskerk werd ontworpen door architect en kunstschilder Herman van Wissen en werd gebouwd in de modernistische stijl. De gevels van het kerkgebouw zelf werden opgetrokken in breuksteen uit Duitsland en grijze bakstenen terwijl de bijgebouwen zijn gebouwd met gelde waalstenen, kleislib uit de omgeving van rivieren de Waal en de Rijn. Net als de protestantse kerk is de Sint Hubertuskerk laag gebouwd en heeft het een losstaande kerktoren. De betonnen kerktoren is taps toelopend met drie bronzen luidklokken erin. Deze zijn luidklokken zijn boven elkaar geplaatst en worden zo een driegelui genoemd.

## Onderwijs

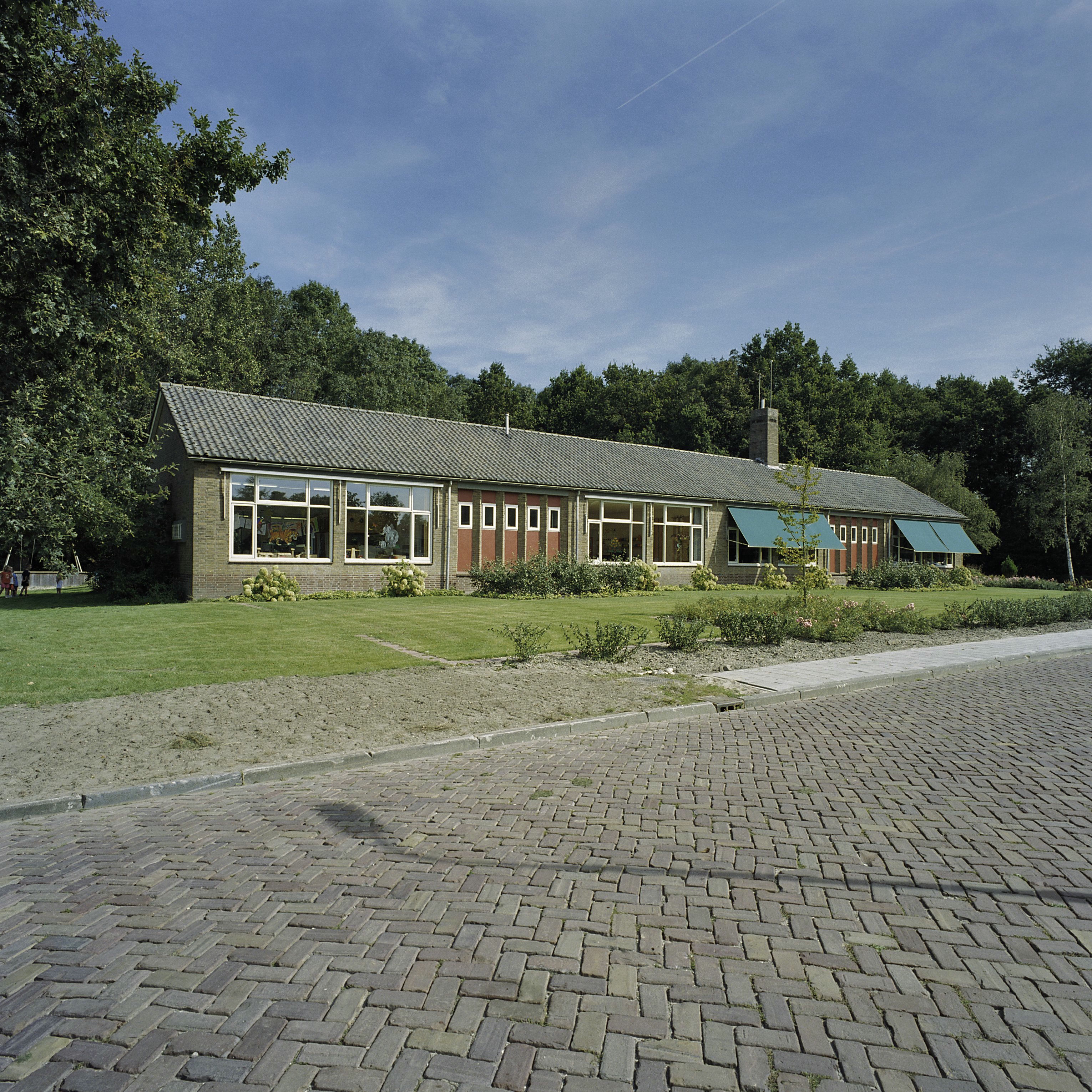
Openbare School in 2004

Het dorp kent anno 2024 een tweetal basisscholen. Dit waren er oorspronkelijk drie, een openbare, een christelijke en katholieke lagere school. De eerste twee werden in 1957 naast elkaar gebouwd aan de Fazantendrift en de katholieke school werd wat verder op aan de Nimrodstraat gebouwd in 1958. Kenmerkend aan al deze scholen was dat ze vrijwel identiek werden gebouwd, aan weerszijde van het centrale portaal werden twee lokalen gebouwd. De scholen waren ontworpen door architect André Christiaan Kammeijer. In 2015 fuseerde openbare school De Minderhoud met de katholieke Mariaschool tot de samenwerkingsschool De Sprang. Het schoolgebouw van de Mariaschool werd in 2015/16 gesloopt. De christelijke basisschool heet Op de Wieken.

## Sport en cultuur
Het dorp kent anno 2024 diverse sport en cultuurverenigingen. De meeste zitten samen op het sportterrein Tollebeek, dat tussen de nieuwbouw van het dorp en het Tollebekerbos zit ingeklemd. In september 2011 werd het nieuwe multifunctioneel centrum De Pionier in gebruik genomen, waaraan zes jaar planning vooraf ging. Het centrum is het thuiscentrum voor onder meer de voetbalvereniging VV Tollebeek (opgericht in 1962), de gymnastiekvereniging, marjorettevereniging en de volleybalvereniging.
Daarnaast kent het dorp het gospelkoor Reflection, een ijsclub, tennisvereniging en Dart club Tollebeek. Deze dartvereniging zit enkele jaren na de oprichting in 2002 in het enige overgebleven barakkengebouw van de Noordoostpolder. Het was oorspronkelijk een dubbele gezinsbarak die eind 1957 aan onder meer de ijsclub werd geschonken. Later zou ook de voetbalvereniging er gebruik van maken. In een later stadium verkreeg de voetbalvereniging een ander onderkomen en deed de barak jarenlang dienst als jeugdhonk, tot 2003. In 2005-2006 werd het gebouw (licht) verbouwd en aan de buitenkant gerestaureerd. Op 29 juni 2006 werd de hernieuwde barak door zestien oud pioniers van de Noordoostpolder feestelijke geopend.
Jaarlijks wordt in mei een avondvierdaagse georganiseerd en is er een kunst en cultuurroute door het dorp

## Geboren in Tollebeek
- Daniëlle Jansen (1970), politica, minister van Volksgezondheid, Welzijn & Sport
- Ingrid Leijten (1984), jurist en hoogleraar

### Opgegroeid
- Sippie Tigchelaar (1952), schaatsster